# Лансингерланд
Лансингерланд (нидерл. Lansingerland) — община в провинции Южная Голландия (Нидерланды).

## История
Община была образована 1 января 2007 года путём объединения общин Беркел-эн-Роденрейс, Блейсвейк и Бергсхенхук. Названием для новой общины послужило название возвышенности, разделявшей три прежних общины.

## Состав
В общину Лансингерланд входят коммуны Беркел-эн-Роденрейс, Блейсвейк, Бергсенхук, Де-Ротте и Крёйсвег.